# Refresco de linaza
El refresco de linaza (también conocido como fresco de linaza o agua fresca de linaza) es una bebida cuyo consumo está extendido por toda Latinoamérica.

## Características
El refresco suele prepararse disolviendo en agua linaza molida, azúcar y limón, aunque también se pueden añadir clavo de olor y canela.

## Variantes

### Bolivia
En Bolivia el refresco de linaza se considera una bebida tradicional y se ha llegado a embotellar de manera industrial. Su consumo es abundante en mercados y puestos callejeros, pero también domésticamente, dados sus beneficios para la salud, sobre todo contra el estreñimiento.